# Roger Martin du Gard
Roger Martin du Gard (Neuilly-sur-Seine, 1881. március 23. – Sérigny, 1958. augusztus 22.) Nobel-díjas francia regényíró.

## Élete
1881-ben magas rangú katolikus hivatalnokcsalád gyermekeként született, anyagi gondjai ennek következtében sohasem voltak. Gimnáziumi tanulmányait Condorcet-ban végezte. Édesapja, Paul Martin du Gard vallásos nevelésben részesítette, ennek ellenére a fiatal Roger tizenöt éves korában fellázadt az egyház tanai ellen. Fiatal korában meghatározó olvasmányélménye volt Tolsztoj Háború és békéje (a könyvet egyik paptanára adta kezébe). A gimnázium elvégzése után jelentkezett a Sorbonne-ra, de nem vették fel, ezért 1899-ben beiratkozott a levéltári főiskolára. Főiskolai tanulmányai alatt elsajátított cédulázó, anyaggyűjtő, rendszerező módszereket íróként is hasznosította, de a tudományos kutatás iránt nem érzett elhivatottságot.
1906-ban megnősült, feleségül vette Hélène Foucault-t, egy párizsi ügyvéd lányát. A következő évben született meg lányuk, Christiane. Családi életéről nem sokat tudtunk, csak a barátok megjegyzései, nyilatkozatai alapján valószínűsíthető, hogy Hélène vallásos volt és Christiane taníttatása és neveltetése körül olyan viták folyhattak, melyek hatással voltak az író első nagy regénye, a Jean Barois problematikájára.
Első irodalmi kísérleteivel barátai tanácsára felhagyott. 1906-1908 között írta meg első regényét Egy szent élete címen, de a kéziratot sohasem publikálta. 1909-ben önmaga vigasztalására és bátorítására megírta, majd saját költségein kiadatta a Devenir! című regényét. A könyv különösebb visszhang nélkül maradt, a fiatal Martin du Gard nem tudott olvasótábort toborozni magának. Még ugyanabban az évben megszületett következő műve L’une de nous címmel, ám ez is elvetélt próbálkozásnak bizonyult. Csak négy év múlva sikerült szert tennie az áhított sikerre Jean Barois című regényével. Ez már nemcsak az olvasók, de a szakmabeliek figyelmét is felkeltette. Ekkor került kapcsolatba a korszak legjelentősebb francia irodalmi folyóiratának, a Nouvelle Revue Française körével. Martin du Gard első irodalmi sikerével írótársai közül elsősorban André Gide-et nyűgözte le. 1904-ben Jacques Capeau színháza, a Vieux Colombier nagy sikerrel vitte színre Leleu apó testamentuma című drámáját, amely egy paraszti témájú vígjáték.
Nem sokkal ezután kitört az első világháború. Martin du Gard is kivette részét a harcokból, hadivasút-szolgálatot teljesített. 1925-ben birtokot vásárolt Orne megyében, ahová egész háznépét leköltöztette. Három évvel korábban kezdett hozzá élete fő műve, a Les Thibaults-nak megírásához (A Thibault család). A hatalmas regényfolyam nyolc kötete közel húsz év alatt készült el (1922-1940 között). A munka 1929 és 1934 között szünetelt, Martin du Gard ekkor megírta a La Confidence africaine (1931) című elbeszélését és a Vieille France-t (1933). A Thibault család hatalmas regényfolyama hozta meg számára a világhírt. A hetedik kötet váltotta ki a legnagyobb hatást: ebben kitágította, európai összefüggésekbe ágyazta az előző kötetek társadalomrajzát, valamint egységbe fogta az egyéni életutakat és a kortörténetet. A regényfolyam hetedik kötetének nagy szerepe lehetett abban, hogy a Svéd Tudományos Akadémia 1937-ben neki ítélte oda az irodalmi Nobel-díjat.
1939-ben kitört a második világháború. Martin du Gard egészen a német megszállásig Párizsban maradt, majd Nizzába vonult vissza. Itt kezdett el dolgozni legújabb regényén, a Souvenirs du colonel de Maumort-on. A munkát többször elkezdte, majd abbahagyta, végül úgy rendelkezett, hogy befejezetlen regényét és naplóit halála után harminc évvel adják ki. Csüggedten, kétségbeesve, komoran teltek napjai. 1944-ben a francia ellenállásban részt vevő barátai figyelmeztették, hogy neve felkerült a németek feketelistájára. Martin du Gard ekkor sietve Figeac-ba, egy Lot megyei kis faluba utazott, itt húzta meg magát. A háború után visszaköltözött Párizsba, majd élete utolsó éveit vidéki birtokain töltötte. 1951-ben közzétette Gide-del kapcsolatos feljegyzéseit, majd 1955-ben önéletrajzi naplójának töredékeit. 1958-ban halt meg.

## Munkássága
Műveiben folytatta és megújította a 19. századi realizmus és naturalizmus hagyományait. Első jelentős regénye az 1913-ban megjelent Jean barois (magyar címe: Egy lélek története) tulajdonképpen egy negatív fejlődésregény, amelyben fontos szerepet kapott a Dreyfus-ügy. A regény címszereplője vallásos nevelésben részesült, ennek ellenére felnőtt korára mégis szabadgondolkodó lett, majd a halál árnyékában megtért. Nem bölcsesség birtokában, hanem annak hiányában ért egy életút végéhez. Jean sorsának hátterében a hit és a tudomány mindenhatóságát hirdető szcientizmus konfliktusa áll.
Martin du Gard élete főműve az irodalmi Nobel-díjjal kitüntetett A Thibault család. A mű magyar besorolás szerint családregény, de helyesebb lenne a nemzedékregény műszóval illetni, mert egyes kötetei általában az egymás után következő nemzedékek ellentétbe forduló viszonyát, illetve ezzel párhuzamosan az egyes nemzedékeken belüli viszonyokat helyezik a középpontba. A polgári életforma keretei között a nemzedéki viszonyok társadalmilag és lélektanilag egyaránt meghatározzák az egyén helyzetét és fejlődését. Ezeket a viszonyokat Martin du Gard úgy mutatta be, mintha általában jellemzőek lennének a polgári családokra és belőlük következtetni lehetne a polgári társadalom egészének felépítésére is. Kiemelkedő és nagy íróknál így vált a családregény a polgárság önismeretének és útkeresésének eszközévé (Thomas Mann esetében is). Martin du Gard nem különálló regényekből építette fel a teljességet, ahogy azt Balzac vagy Zola tette, hanem egyetlen, hatalmas, összefüggő látomásba sűrítette azt.
A Thibault család két család és nemzedék története az 1900-as évek elejétől a szereplők sorsát lezáró első világháború végéig. Művét az író két évvel az első kötet papírra vetése előtt megtervezte, ám a hatodik kötet megjelenése után gyökeresen megváltoztatta elképzeléseit. A történetben végső soron a háború kitörését megelőző hetek játsszák a főszerepet, maga a háború lett a főszereplő, mi sem bizonyítja ezt jobban, mint a regényfolyam utolsó, hetedik kötete.
A nagy mű alkotási szüneteiben született meg Martin du Gard Vén Franciaország és Afrikai vallomás című alkotása. Eme kisregények az író más irányú érdeklődéséről is tanúbizonyságot tettek. Az Afrikai vallomás egy tragikus testvérszerelem története, klasszikus módon elbeszélve, egy extrém biológiai és lélektani eset realista rajza. A Vén Franciaország egy képzeletbeli francia falu egyetlen napját bemutatva világít rá a paraszti életforma sivár, elmaradott és csüggesztő voltára.

## Fontosabb művei
- Devenir! [Boldogulni], 1909, regény
- L'une de nous [Egy asszony közülünk], 1909, regény
- Jean Barois [Egy lélek története], 1913, regény
- Testament de père Leleu [Leleu apó testamentuma], 1914, vígjáték
- Les Thibaults [A Thibault család], 1922-1940, regényfolyam
- La gonfle [A vízdaganat], 1928, dráma
- La Confidence africaine [Afrikai vallomás], 1931, elbeszélés
- Un Taciturne [Egy hallgatag férfi], 1931, dráma
- Vieille France [Vén Franciaország], 1933, regény
- Notes sur André Gide [Jegyzetek André Gide-ről], 1951, visszaemlékezések
- Souvenirs autobiographiques et littéraires [Önéletrajzi és irodalmi emlékek], 1955, emlékiratok

## Magyarul
- Vén Európa; ford. Illés Endre; Nyugat, Bp., 1937
  - (Vén Franciaország címen is)
- A Thibault család. Tíz kötetes regényciklus két részben, 1-2.; ford. Benedek Marcell; Dante, Bp., 1939
- Egy lélek története, 1-2.; ford. Hevesi András; Franklin, Bp., 1939 (Külföldi regényírók)
- Amit még el kellett mondani... Epilóg a Thibault család-hoz; ford. Benedek Marcell; Dante, Bp., 1940
- Leleu apó. Tragikomédia; Népszava, Bp., 1949 (Szakszervezeti színpad)
- Önéletrajzi és irodalmi emlékek; ford. Benedek Marcell; Gondolat, Bp., 1960
- Afrikai vallomás; ford., utószó Gyergyai Albert; Magyar Helikon, Bp., 1964
- Jacques Thibault. Regény; A Thibault család részleteiből összeáll. Marcel Lallemand, ford. Benedek Marcell; Zrínyi Ny., Bp., 1965 (Kozmosz könyvek)
- Boldogulni. Regény; ford. Réz Ádám, utószó Mészáros Vilma; Európa, Bp., 1965
- Vén Franciaország. Regény; ford. Illés Endre; Magyar Helikon–Európa, Bp., 1973
  - (Vén Európa címen is)
- Maumort alezredes; ford. Szathmári Éva, Ertl István, Réz Pál; Európa, Bp., 1994

## Fordítás
- Ez a szócikk részben vagy egészben  a   Roger Martin du Gard című francia Wikipédia-szócikk fordításán alapul.  Az eredeti cikk szerkesztőit annak laptörténete sorolja fel. Ez a jelzés csupán a megfogalmazás eredetét és a szerzői jogokat jelzi, nem szolgál a cikkben szereplő információk forrásmegjelöléseként.